# منصور بن إلياس

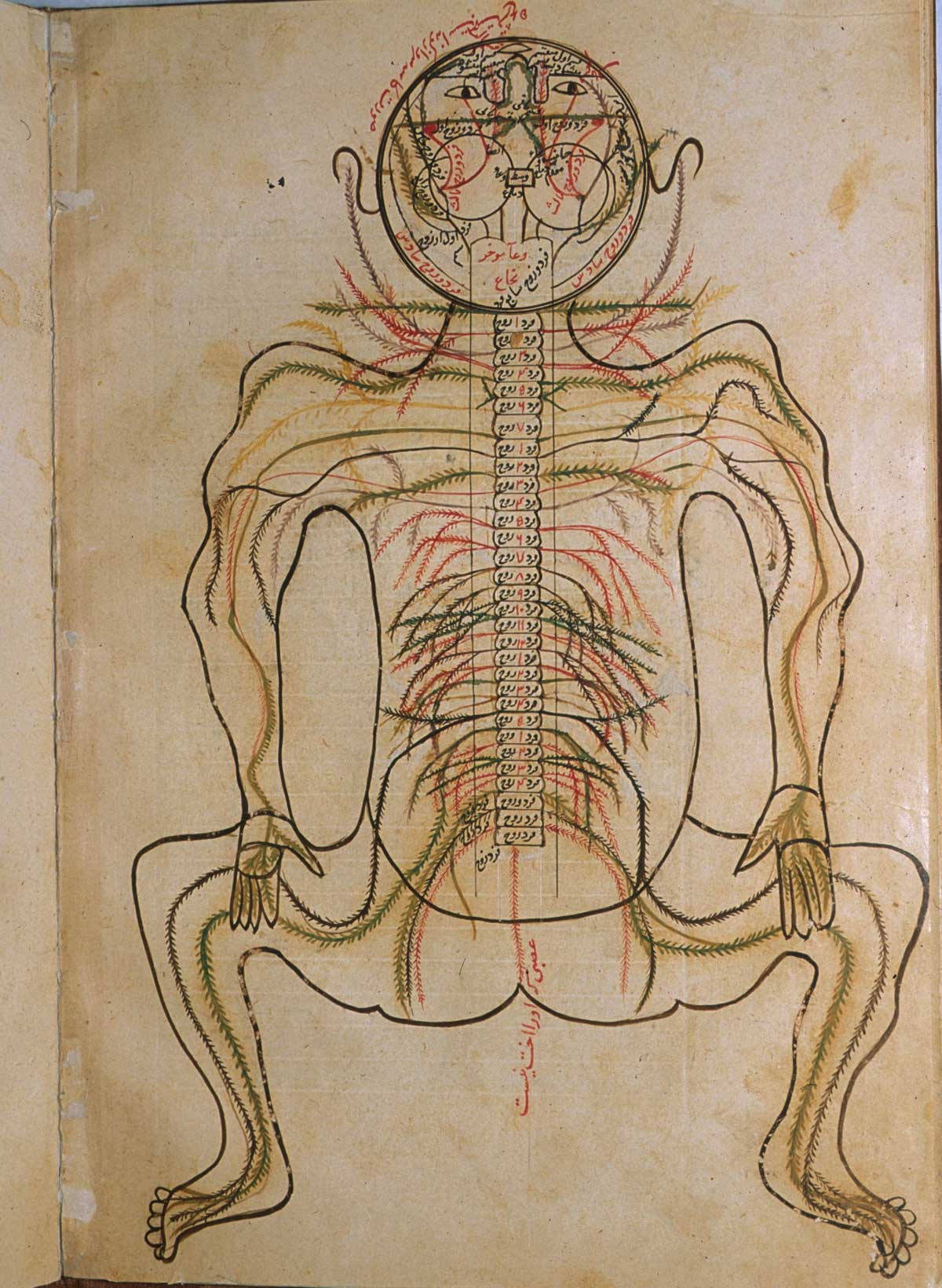
صورة من مخطوطة «تشريح بدن الإنسان»، في المكتبة الوطنية لعلم الطب.

منصور بن إلياس هو منصور بن محمد بن أحمد بن يوسف بن إلياس الكشميري، طبيب مسلم، من أهل شيراز، إيران، نشأ في عائلة تعني بالعلم، وكان قد أهدى بعض كتاباته لأمراء فارس. تعود كتاباته إلى فترة 782-793 هـ.

## آثاره
- «تشريح بدن إنسان» ويسمى أيضاً «تشريح منصوري». حُقق الكتاب من قبل سيد حسين رضوي برقعي (مطبعة جامعة طهران 2004 م).
- «الكفاية المجاهدية».[3]